# Salt Spring Air
Salt Spring Air (известная также, как Saltspring Air) — частная канадская авиакомпания местного значения со штаб-квартирой на острове Солтспринг-Айленд (Британская Колумбия), эксплуатирующая воздушный флот, состоящий только из гидросамолётов.
Компания осуществляет регулярные, чартерные пассажирские и грузовые перевозки между островами Солтспринг-Айленд и Ванкувер, а также туристические экскурсии из города Ганг. Salt Spring Air является одной из четырёх авиакомпаний Канады (другими перевозчиками являются компании West Coast Air, Harbour Air и Seair Seaplanes), работающих из Гидроаэропорта Ванкувер-Харбор и Международного гидроаэропорта Ванкувер.

## История
Авиакомпания Salt Spring Air была основана в июне 2003 года бизнесменом из Британской Колумбии Сент-Клером Макколом. Первоначально компанией выполнялись местные рейсы по разовым заказам на одном гидросамолёте Cessna 185, рассчитанном на четверых пассажиров. В 2004 году в парк перевозчика поступил один гидросамолёт de Havilland Canada DHC-2 Beaver и в течение года ещё два лайнера, в результате чего воздушный флот Salt Spring Air вырос до четырёх гидросамолётов.
Компания выполняет шесть регулярных рейсов в день с острова Солтспринг-Айленд в Ванкувер, а также множество других регулярных и чартерных рейсов местного значения.

## Маршрутная сеть
По состоянию на март 2008 года авиакомпания Salt Spring Air выполняла регулярные рейсы по следующим пунктам назначения:
- Ганг, Солтспринг-Айленд — Гидроаэропорт Ганг
- Мэйпл-Бей
- Патрисия-Бей — Гидроаэропорт Виктория
- Ванкувер — Международный гидроаэропорт Ванкувер

Основные чартерные направления полётов включают в себя:
- Гальяно-Айленд
- Мэйн-Айленд
- Пендер-Айленд
  - Норт-Пендер-Айленд (Порт-Вашингтон)
  - Саут-Пендер-Айленд (Гидроаэропорт Бедуэл)
- Тетис-Айленд (Телеграф-Харбор)
- Ванкувер — Гидроаэропорт Ванкувер-Харбор

## Флот
В настоящее время авиакомпания Salt Spring Air эксплуатирует воздушный флот из четырёх гидросамолётов de Havilland Canada DHC-2 Beaver.